# Emilia Pérez
Emilia Pérez là một bộ phim nhạc kịch hình sự hài của Pháp vào năm 2024 do Jacques Audiard làm đạo diễn, đồng sản xuất kiêm viết kịch bản. Phiên bản sản xuất của Pháp dựa trên vở opera libretto cùng tên của Audiard, bản sau đó được chuyển thể một cách lỏng lẻo từ tiểu thuyết Écoute năm 2018 của Boris Razon. Phim có sự tham gia diễn xuất của Zoe Saldaña, Karla Sofía Gascón, Selena Gomez, Adriana Paz, Mark Ivanir và Édgar Ramírez.
Bộ phim kể về một trùm băng đảng México (Gascón) nhờ một luật sư (Saldaña) giúp cô biến mất và đạt được ước mơ chuyển giới thành phụ nữ. Các bài hát gốc do Camille sáng tác, trong khi nhạc phim gốc được thu âm bởi Clément Ducol. Quá trình quay phim diễn ra từ tháng 5 đến tháng 7 năm 2023 tại Île-de-France. Các phần biên đạo của bộ phim được thiết kế bởi Damien Jalet.
Bộ phim được công chiếu lần đầu trên toàn thế giới vào ngày 18 tháng 5 năm 2024 tại cuộc thi chính của Liên hoan phim Cannes lần thứ 77. Sau Liên hoan phim Cannes, phim giành các giải Cành cọ Vàng, giành Giải của Ban giám khảo và Giải cho Nữ diễn viên chính xuất sắc nhất cho dàn diễn viên nữ. Phim được hãng Pathé phát hành tại Pháp vào ngày 21 tháng 8 năm 2024 và nhận được nhiều đánh giá tích cực. Bên cạnh đó, bộ phim được đề cử nhiều thứ hai trong lịch sử Giải Quả cầu vàng với mười đề cử tại lễ trao giải lần thứ 82, giành được bốn giải, bao gồm Giải Quả cầu vàng cho phim ca nhạc hoặc phim hài hay nhất với tư cách là một bộ phim không nói tiếng Anh giành chiến thắng ở hạng mục này, và Giải Quả cầu vàng cho phim ngoại ngữ hay nhất. Gascón trở thành người phụ nữ chuyển giới đầu tiên được đề cử hạng mục Nữ chính phim hài/nhạc kịch. Ngoài ra, phim được Viện phim Hoa Kỳ vinh danh là một trong 10 bộ phim hay nhất năm 2024 và cũng được chọn là đại diện của Pháp tham gia tranh giải Giải Oscar cho phim quốc tế xuất sắc nhất tại Lễ trao giải Oscar lần thứ 97.

## Nội dung
Rita Mora Castro, một luật sư không được đánh giá cao ở México, viết đơn bào chữa cho một vụ án giết người liên quan đến vợ của một nhân vật truyền thông nổi tiếng, việc mà đã chống lại lương tâm của mình để lập luận rằng cái chết đó là do tự tử. Sau khi thắng kiện, Rita nhận được một cuộc gọi nặc danh với một lời đề nghị bí ẩn nhưng hấp dẫn. Suy nghĩ về sự bất mãn của mình, Rita đồng ý gặp mặt một khách hàng, người được tiết lộ là trùm băng đảng Juan "Manitas" Del Monte. Del Monte bày tỏ mong muốn được phẫu thuật chuyển đổi giới tính một cách bí mật để bắt đầu một cuộc sống mới và đích thực.
Sau những cuộc gặp với các bác sĩ ở Băng Cốc và Tel Aviv, Rita tìm thấy một bác sĩ phẫu thuật, người đã đồng ý thực hiện thủ thuật sau khi nghe những điều Manitas kể lại về chứng rối loạn nhận dạng giới tính khi còn nhỏ. Sau thủ thuật, các con và vợ của Manitas, Jessi, được chuyển đến Thụy Sĩ để đảm bảo an toàn. Rita nhận được một khoản tiền cắt cổ, trong khi Manitas dàn dựng cái chết giả và bắt đầu một cuộc sống mới với cái tên Emilia Pérez.
Bốn năm sau tại Luân Đôn, Rita gặp Emilia, người muốn đoàn tụ với các con. Rita đưa Jessi và các con trở về Thành phố México để sống với Emilia. Sau đó, Rita giới thiệu cô là họ hàng xa của Manitas, người đã tình nguyện giúp nuôi dạy các con. Jessi không nhận ra Emilia và phản đối thỏa thuận này, cuối cùng chỉ đồng ý trở về México để đoàn tụ với Gustavo Brun, một người tình cũ mà cô đã ngoại tình trong những năm cuối hôn nhân.
Trong khi thích nghi với cuộc sống mới ở México, Rita và Emilia tình cờ gặp mẹ của một đứa trẻ mất tích, khiến Emilia suy ngẫm về quá khứ phạm tội của mình. Sau đó, Emilia đặt con trai lên giường và cậu bé thú nhận rằng mình vẫn nhận ra mùi của cô. Hối hận, Emilia sử dụng mối quan hệ của mình với các thành viên băng đảng bị giam giữ để tạo một tổ chức phi lợi nhuận nhận dạng thi thể của các nạn nhân băng đảng. Rita và Emilia hợp tác để phát triển tổ chức phi lợi nhuận và tuyển dụng các nhà tài trợ, một số trong số đó, Rita chỉ ra, là nguy hiểm và tham nhũng. Epifanía, một người phụ nữ có hài cốt của người chồng vũ phu được tổ chức phi lợi nhuận xác định, gặp Emilia để xác nhận cái chết của anh ta. Sau đó, hai người bắt đầu mối quan hệ.
Trong khi đó, Jessi tiếp tục hàn gắn mối quan hệ với Gustavo và tiết lộ với Emilia rằng hai người có kế hoạch kết hôn và chuyển gia đình đến một ngôi nhà mới. Khi Emilia gọi những đứa trẻ là "của mình" và trở nên háo sắc, Jessi bỏ trốn cùng những đứa trẻ. Sau khi Emilia cắt tiền trợ cấp của Jessi và đe dọa Gustavo rời khỏi México, Jessi và Gustavo bắt cóc Emilia và đòi tiền chuộc từ Rita. Khi đến địa điểm đã định, Rita cố gắng thương lượng với Gustavo, nhưng một cuộc đấu súng xảy ra với đội an ninh mà Rita đã thuê và đưa đến để giải cứu Emilia. Emilia cuối cùng cũng tiết lộ danh tính thực sự của mình với Jessi bằng cách kể lại những chi tiết riêng tư về cuộc gặp gỡ đầu tiên của họ và ngày cưới của họ. Gustavo và Jessi bối rối chất Emilia vào cốp xe và lái đi, nhưng khi Jessi dần nhận ra chuyện gì đã xảy ra, cô đã hối lỗi và ra lệnh cho Gustavo dừng xe và chĩa súng vào anh ta. Khi hai người vật lộn giành khẩu súng, chiếc xe lao ra khỏi đường, khiến Gustavo, Jessi và Emilia tử vong.
Rita khóc lóc kể cho các con của Jessi về những gì đã xảy ra và tuyên bố trở thành người giám hộ của chúng. Epifanía diễu hành trên phố, hát điếu văn của Emilia và ăn mừng cuộc chiến đấu của cô ấy vì sự thật và tự do.

## Diễn viên
- Zoe Saldaña vai Rita Mora Castro, một luật sư
- Karla Sofía Gascón vai Emilia Pérez / Juan "Manitas" Del Monte, một trùm băng đảng muốn bí mật phẫu thuật chuyển giới.
- Selena Gomez vai Jessi Del Monte, người vợ được nuôi dưỡng tại Hoa Kỳ của Manitas và là mẹ của những đứa con của Manitas.
- Adriana Paz vai Epifanía Flores
- Édgar Ramírez vai Gustavo Brun
- Mark Ivanir vai Bác sĩ Wasserman, người đã thực hiện ca phẫu thuật chuyển đổi giới tính cho Manitas.

## Sản xuất

### Phát triển
Vào tháng 1 năm 2022, Télérama đã phát hành một chương trình gồm năm tập phim, trong đó chi tiết quá trình tiền sản xuất của Jacques Audiard được mô tả. Audiard đã phát triển kịch bản từ những gì ban đầu dự định là một vở opera libretto gồm bốn màn. Nhân vật chính được lấy cảm hứng từ một chương trong tiểu thuyết Écoute năm 2018 của Boris Razon. Emilia Pérez là bộ phim đầu tiên Audiard tự viết kịch bản cho một bộ phim. Đồng tác giả trước đó là Thomas Bidegain đóng vai trò là cộng tác viên sáng tạo.
Clément Ducol sáng tác nhạc phim gốc, trong khi Ducol và ca sĩ người Pháp Camille sáng tác các bài hát gốc. Camille đã viết lời bài hát bằng tiếng Tây Ban Nha với sự hỗ trợ của một phiên dịch viên người Mexico và biểu diễn trong bản demo. Damien Jalet đã biên đạo các chuỗi âm nhạc. Anthony Vaccarello, của hãng thời trang Yves Saint Laurent, đã tạo ra trang phục.

### Quay phim
Quá trình sản xuất phim ban đầu dự kiến bắt đầu vào mùa thu năm 2022 nhưng đã bị trì hoãn sáu tháng do xung đột lịch trình khác nhau với các thành viên dàn diễn viên. Ban đầu, bộ phim được lên kế hoạch quay tại México nhưng sau đó đã được chuyển đến một studio gần Paris theo mong muốn của Audiard. Các cảnh quay nội thất bao gồm việc tái hiện "bối cảnh Mexico đích thực". Audiard tuyên bố rằng bối cảnh studio sẽ giúp ông có khả năng "tạo ra nhiều hình thức hơn" và "tự do hơn cho các phần âm nhạc và biên đạo".
Quá trình quay phim chính bắt đầu vào tháng 5 năm 2023 tại vùng Île-de-France trước khi đóng máy vào ngày 5 tháng 7 năm 2023. Bộ phim được sản xuất bởi Pascal Caucheteux thông qua công ty Why Not Productions của ông và cũng chính bởi Audiard và Valérie Schermann thông qua công ty của họ là Page 114. Trong quá trình đó, họ đã hợp tác sản xuất với Pathé, France 2 Cinéma và Saint Laurent Productions của Vaccarello, một bộ phận của Yves Saint Laurent.

### Nhạc nền phim
Nhạc nền phim bao gồm một album với các bài hát gốc của bộ phim do các diễn viên Zoe Saldaña, Karla Sofía Gascón, Selena Gomez, Mark Ivanir, Adriana Paz và những người khác thể hiện cùng với bản nhạc gốc do Ducol và Camille sáng tác. Nhạc phim lần đầu tiên được phát hành kỹ thuật số vào ngày 31 tháng 10 năm 2024 bởi Sony Masterworks. Một bản đĩa mở rộng gồm tuyển tập năm bài hát từ nhạc phim, "El alegato", "Para", "Papá", "El mal" và "Las damas que pasan", đã được phát hành sớm hơn vào ngày 5 tháng 9 năm 2024.